# Dmytro Riznyk
Dmytro Hryhorowycz Riznyk, ukr. Дмитро Григорович Різник (ur. 30 stycznia 1999 w Połtawie) – ukraiński piłkarz, grający na pozycji bramkarza.

## Kariera piłkarska

### Kariera klubowa
Wychowanek Szkoły Piłkarskiej Worskła Połtawa, barwy której bronił w juniorskich mistrzostwach Ukrainy (DJuFL). 27 sierpnia 2016 roku rozpoczął karierę piłkarską w drużynie Worskła U-19. 10 maja 2019 podpisał nowy kontrakt z połtawskim klubem

### Kariera reprezentacyjna
W 2018 debiutował w juniorskiej reprezentacji U-19. W 2019 został powołany do młodzieżowej reprezentacji Ukrainy.

## Sukcesy i odznaczenia

### Sukcesy reprezentacyjne
- Mistrzostwo świata U-20: 2019

### Odznaczenia
- Order „Za zasługi” III Klasy – 2019[3]
- tytuł Mistrza Sportu Ukrainy – 2019